# Ільтаєво
Ільта́єво (рос. Ильтаево, башк. Илтәй) — присілок у складі Салаватського району Башкортостану, Росія. Входить до складу Янгантауської сільської ради.
Населення — 153 особи (2010; 161 в 2002).
Національний склад:
- башкири — 91 %